# مستوسط

رسم يوضح المثلث الأصلي (بالأسود) ومنصفات الزوايا (منقطة) ومستوسطات المثلث (بالأحمر). تتقاطع مستوسطات المثلث في النقطة ومنصفات الزوايا في مركز الدائرة الداخلية ومتوسطات المثلث في مركز ثقل المثلث.

المستوسط أو شبيه المتوسط أو السميديان (بالإنجليزية: Symmedian)‏ هو انعكاس أحد متوسطات المثلث حول منصف الزاوية الخارج منها هذا المتوسط. الزاوية الذي يصنعها مستوسط المثلث مع أحد ضلعيه المجاورين له تساوي الزاوية التي يصنعها المتوسط لكن من الضلع المجاور له. يُسمَّى انعكاس مستقيم مار برأس مثلثٍ حول منصف زاوية هذا الرأس «المرافق الزاوي» (بالإنجليزية: Isogonal conjugate)‏. لذا يُمكن وصف مستوسط المثلث على أنّه المرافق الزاوي لمتوسطه. تتقاطع مستوسطات المثلث في مركزٍ من مراكزه تُدعى نقطة ليموين.

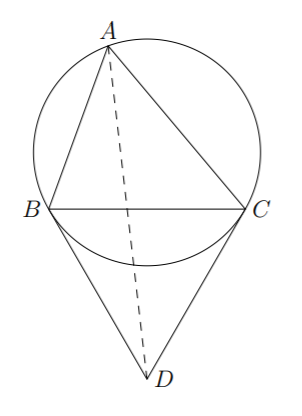
مستوسط المثلث هو.

## إنشاء المستوسط
يُنشئ مستوسط المثلث {\displaystyle \triangle ABC} المقابل للرأس {\displaystyle A} برسم مماسين للدائرة المحيطة بالمثلث في النقطتين {\displaystyle B,C} ثم أخذ نقطة تقاطعهما {\displaystyle D} ليكون مستوسط المثلث هو المستقيم {\displaystyle {\overleftrightarrow {AD}}}. بمعنىً آخر: مستوسط المثلث هو المستقيم الواصل بين رأس مثلث وتقاطع المماسين للدائرة المحيطة عند الرأسين الآخرين.
البرهان: باعتبار انعكاس {\displaystyle AD} حول منصف الزاوية {\displaystyle \angle A}، لتكن {\displaystyle M'} هي نقطة تقاطعه مع {\displaystyle BC}. إذن:
{\displaystyle {\frac {BM'}{M'C}}={\frac {AM'{\frac {sin\angle {BAM'}}{sin\angle {ABM'}}}}{AM'{\frac {sin\angle {CAM'}}{sin\angle {ACM'}}}}}={\frac {sin\angle {BAM'}}{sin\angle {ACD}}}{\frac {sin\angle {ABD}}{sin\angle {CAM'}}}={\frac {sin\angle {CAD}}{sin\angle {ACD}}}{\frac {sin\angle {ABD}}{sin\angle {BAD}}}={\frac {CD}{AD}}{\frac {AD}{BD}}=1}